# 新馬卡列維奇
51°4′40″N 29°54′48″E / 51.07778°N 29.91333°E
新馬卡萊維奇（烏克蘭語：Нові Макалевичі）是位於烏克蘭北部的村莊，由基辅州维什霍罗德区的伊萬基夫市鎮負責管轄。該村面積0.9平方公里，海拔高度127米，2001年人口159，人口密度每平方公里176.7人。